# Dipseudopsis mitrata
Dipseudopsis mitrata är en nattsländeart som beskrevs av Ross och John M. Kingsolver 1959. Dipseudopsis mitrata ingår i släktet Dipseudopsis och familjen Dipseudopsidae. Inga underarter finns listade i Catalogue of Life.